# Étienne Carbonnier
Pour les articles homonymes, voir Carbonnier.
 (avril 2021).
La mise en forme du texte ne suit pas les recommandations de Wikipédia : il faut le « wikifier ».
Les points d'amélioration suivants sont les cas les plus fréquents. Le détail des points à revoir est peut-être précisé sur la page de discussion.
- Les titres sont pré-formatés par le logiciel. Ils ne sont ni en capitales, ni en gras.
- Le texte ne doit pas être écrit en capitales (les noms de famille non plus), ni en gras, ni en italique, ni en « petit »…
- Le gras n'est utilisé que pour surligner le titre de l'article dans l'introduction, une seule fois.
- L'italique est rarement utilisé : mots en langue étrangère, titres d'œuvres, noms de bateaux, etc.
- Les citations ne sont pas en italique mais en corps de texte normal. Elles sont entourées par des guillemets français : « et ».
- Les listes à puces sont à éviter, des paragraphes rédigés étant largement préférés. Les tableaux sont à réserver à la présentation de données structurées (résultats, etc.).
- Les appels de note de bas de page (petits chiffres en exposant, introduits par l'outil «  Source ») sont à placer entre la fin de phrase et le point final[comme ça].
- Les liens internes (vers d'autres articles de Wikipédia) sont à choisir avec parcimonie. Créez des liens vers des articles approfondissant le sujet. Les termes génériques sans rapport avec le sujet sont à éviter, ainsi que les répétitions de liens vers un même terme.
- Les liens externes sont à placer uniquement dans une section « Liens externes », à la fin de l'article. Ces liens sont à choisir avec parcimonie suivant les règles définies. Si un lien sert de source à l'article, son insertion dans le texte est à faire par les notes de bas de page.
- La présentation des références doit suivre les conventions bibliographiques. Il est recommandé d'utiliser les modèles {{Ouvrage}}, {{Chapitre}}, {{Article}}, {{Lien web}} et/ou {{Bibliographie}}. Le mode d'édition visuel peut mettre en forme automatiquement les références.
- Insérer une infobox (cadre d'informations à droite) n'est pas obligatoire pour parachever la mise en page.

Pour une aide détaillée, merci de consulter Aide:Wikification.
Si vous pensez que ces points ont été résolus, vous pouvez retirer ce bandeau et améliorer la mise en forme d'un autre article.
Étienne Carbonnier, né le 13 avril 1988,, est un journaliste, chroniqueur et animateur de télévision français.
Il est principalement connu pour sa participation à l'émission Quotidien animée par Yann Barthès sur TMC depuis 2016.

## Biographie

### Débuts dans le journalisme
Issu d'une famille d'avocats et de juristes, dont son grand-père Jean Carbonnier, Étienne Carbonnier s'inscrit en faculté de droit à l'université Panthéon-Assas, qu'il quitte une fois sa licence obtenue. Il se réoriente alors vers des études de journalisme à l'Institut français de presse.
Le journaliste effectue ensuite des stages pour le magazine Intersection, à Radio Nova et TSF Jazz. Voulant essayer de travailler à la télévision, il devient stagiaire pour l'émission C à vous sur France 5 et rédige les fiches et les questions de l'animatrice Alessandra Sublet et de sa remplaçante, Daphné Burki. Lorsque cette dernière quitte le service public en 2012, elle lui propose de la suivre sur Canal+, dans le Grand Journal.
Ayant entre-temps rencontré les équipes du Petit Journal, il rejoint finalement l'émission de Yann Barthès, pour laquelle il travaille essentiellement en coulisses. Alors qu'il était censé tenir l’agenda des événements et des conférences de presse, l'animateur producteur lui offre un autre poste. Il s'occupe ainsi du dérushage d'images issues des pools de journalistes qui suivent les politiques ou de l'Assemblée Nationale, de la rubrique Les Cancres de l'Assemblée et participe également à des sketchs et piège par exemple l'émission de voyance d'IDF1. Passionné de sport, il propose de traiter le sujet lorsque l'émission voit son temps d'antenne rallongé.

### Chroniqueur et animateur sur TMC
En 2016, Yann Barthès annonce son départ de Canal+ et son arrivée sur TMC où il crée l'émission Quotidien. Il est alors suivi par une grande partie de son équipe, dont Étienne Carbonnier, qui se voit offrir une rubrique quotidienne en plateau. Sa chronique, Transpi, est consacrée aux sports au sens large.
À partir de la deuxième saison du programme en septembre 2017, le journaliste se voit confier une nouvelle chronique quotidienne, cette fois-ci consacrée à la télévision : le Canap.
Le 17 janvier 2018, Étienne Carbonnier présente son premier prime-time, Transpi Party, durant lequel il revient « avec humour sur des séquences de football, de pétanque et, entre autres, de fléchettes ».
Le 4 avril 2018, il présente un nouveau prime, intitulé Soirée Canap et qui revient sur « le meilleur des émissions télé avec de nombreuses séquences inédites ».
Le 26 décembre 2018, le chroniqueur présente une nouvelle émission, Transpi, l'année des champions, lors de laquelle il revient à sa manière sur l'année sportive écoulée.
Le 23 octobre 2019 paraît son livre Les Foufous du Sport : les 100 sports les plus dingues aux éditions Marabout, rédigé avec le journaliste Christophe Gleize de So Foot.
Étienne Carbonnier assure la voix off du documentaire Le doc Quotidien : un an chez les vieux du journaliste Emmanuel Le Ber, diffusé sur TMC le 23 juin 2020.
Il prête également sa voix au personnage de l'agent Trout dans le film d'animation "Ours pour un et un pour t'ours : le film" adapté de la série du même nom, diffusé pour la première fois en France le 1er novembre 2020 sur Cartoon Network.
Début 2021, le journaliste se lance dans le podcast avec Champion, une émission lors de laquelle il reçoit un grand champion sportif avec qui il parle de tout sauf de sport afin d'évoquer « le parcours parallèle, l’itinéraire intérieur, les introspections, les enfances ».
Le 30 mars 2021, il anime Canap 95, premier numéro annoncé d'un rendez-vous lors duquel le chroniqueur revisite une année de sa jeunesse, en l'occurrence 1995, au travers d'images d'archives.
Le 1er juin 2021, TMC diffuse le deuxième numéro du Doc Quotidien, intitulé « Pourquoi ils sont moins bêtes qu'ils en ont l'air ! » et pour lequel Étienne Carbonnier assure à nouveau la narration.
Le 9 décembre 2021, Étienne Carbonnier présente Canap 2002 et s'intéresse cette fois-ci aux prémices de la télé-réalité, à l'arrivée de l'euro ou encore à l'élection présidentielle de 2002.

## Résumé de carrière

### Émissions
- 2012-2016 : Le Petit Journal - Canal+ (journaliste, apparitions dans des sketchs)
- depuis 2016 : Quotidien - TMC (chroniqueur)
- 2018 : Transpi Party - TMC
- 2018 : Soirée Canap  - TMC
- 2018 : Transpi, l'année des champions - TMC
- 2020 : Le Doc Quotidien, un an chez les vieux - TMC (voix-off)
- depuis 2021 : Canap - TMC
- 2021 : Le Doc Quotidien, un an chez les ados - TMC (voix-off)
- depuis 2021 : Champion - Podcast
- 2022 : Le Doc Quotidien, un an chez les petits champions - TMC (voix-off)
- 2023 : Le Doc Quotidien, toi et moi, mode d'emploi - TMC (voix-off)
- 2024 : Top Gear France saison 9 - RMC Découverte

### Doublage
- 2020 : Ours pour un et un pour t'ours : le film - Agent Trout